# (4007) Euryalos
(4007) Euryalos (1973 SR) – planetoida z grupy trojańczyków okrążająca Słońce w ciągu 11,72 lat w średniej odległości 5,16 j.a. Odkryta 19 września 1973 roku.